# Paweł Beneke
Paweł (Paul) Beneke (ur. ok. 1430 – zm. w 1477 w Gdańsku) – gdański żeglarz i kaper.
Brak informacji o jego pochodzeniu i młodości. Pierwsze informacje o nim pochodzą z 1469, kiedy był kapitanem statku w wojnie miast hanzeatyckich z Anglią. Jako kapitan statku kaperskiego dokonał wielu odważnych czynów na morzu. Zdobył między innymi statek, na którym pojmał ówczesnego burmistrza Londynu, Thomasa Krigecka.
Od 1473 dowodził największym okrętem kaperskim Hanzy, karaką Piotr z Gdańska. Największą sławę przyniosło mu zdobycie u wybrzeży Anglii płynącej z Brugii do Southampton florencko-burgundzkiej galery „San Matteo” 27 kwietnia 1473, na której zdobyto wielki łup wyceniony na około 60 tysięcy funtów gr. oraz obraz ołtarzowy Sąd Ostateczny Hansa Memlinga, ofiarowany następnie przez współwłaściciela okrętu kaperskiego Reinholda Niederhoffa bazylice Najświętszej Maryi Panny w Gdańsku. Obraz jest do dziś najcenniejszym zabytkiem tego typu w Gdańsku (obecnie znajduje się w Muzeum Narodowym).